# Juegos Olímpicos de Zappas
Los Juegos Olímpicos de Zappas (en griego: Ζάππειες Ολυμπιάδες), también conocidos como los Juegos de Zappas o simplemente Juegos Olímpicos (en griego: Ολύμπια) fue una serie de cuatro eventos deportivos multidisciplinarios que se llevaron a cabo en Atenas, Grecia en los años 1859, 1870, 1875 y 1888-1889. Su organizador fue Evangelos Zappas, un empresario y filántropo griego. Los Juegos de Zappas marcan el primer renacimiento de los Antiguos Juegos Olímpicos en la época moderna. Estos juegos inspiraron al barón Pierre de Coubertin organizar unos juegos olímpicos internacionales.
La contribución de Zappas en estos juegos fue de suma importancia ya que no solo dio la iniciativa para organizar los juegos, sino también proporcionó dinero para que se pudieran llevar a cabo, incluyendo la restauración del estadio Panathinaikó (sede de los Juegos de 1870 y 1875 y más tarde los Juegos de 1896 y de los Juegos Intercalados de 1906 organizados ya por el Comité Olímpico Internacional).

## Renacimiento de los Antiguos Juegos Olímpicos

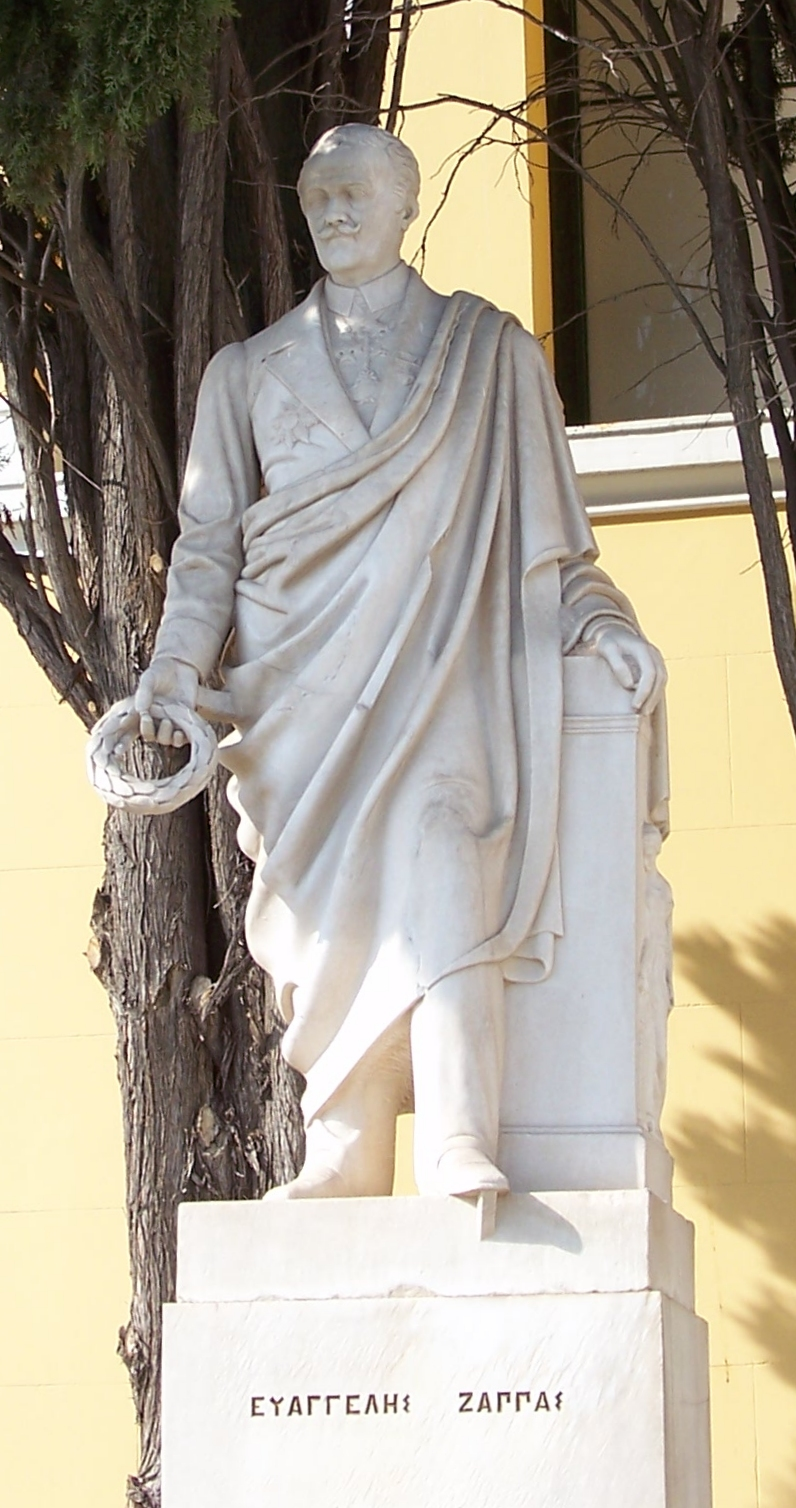
Estatua de Evangelos Zappas, fundador de los Juegos (obra de Ioannis Kossos).

En el siglo XIX hubo varios intentos de reanudar los antiguos juegos olímpicos hechos por varias personalidades inspiradas por el movimiento del romanticismo. En 1833 Panagiotis Soutsos, un periodista, editor y poeta griego escribió un poema en honor a los juegos olímpicos como símbolo de las tradiciones griegas (el poema Diálogo de los muertos). Poco después, propuso al gobierno griego revivir los juegos enviándole un memorando en año 1835. Su propuesta fue aceptada por el rey Otón I pero hasta dentro de veintiséis años no se ha hecho nada al respecto.
En 1852 Ernst Curtius, un historiador y arqueólogo alemán, también se expresó a favor de renovar los juegos. Evangelos Zappas fue inspirado por Soutsos y se empeñó en este propósito ofreciendo sus esfuerzos y dinero para llevarlo a cabo. En 1856 a través de los canales diplomáticos envió al rey de Grecia Otón I una carta en la cual le explicó que estaba dispuesto a pagar todos los costes del proyecto y de los premios para campeones. Sin embargo, algunos políticos griegos (especialmente Charílaos Trikoúpis y Stephanos Dragumis) se oponían contra el proyecto diciendo que el revivir de los juegos no haría nada más que volver a los tiempos arcaicos, y así que Grecia sería vista por el resto de Europa como un país anticuado y primitivo, siguiendo sus tradiciones pasadas de moda y paganas. Alexandros Rizos Rangavis, un ministro griego y líder del lobby antiolímpico propuso organizar una exposición de industria y agricultura en lugar de los juegos propuestos por Zappas:

Di las gracias a Zappas por su [...] espléndida idea; pero también le dije que los tiempos habían cambiado desde la antigüedad. Hoy en día, las naciones no logran ser distinguidas, como en aquel entonces, por tener los mejores atletas, sino por ser campeones en la industria, artesanía y agricultura. Le sugerí que fundiera [...] unos Juegos Olímpicos Industriales.

El gobierno griego no contestaba durante meses. En julio de 1856 Panagiotis Soutsos publicó en la prensa griega un artículo haciendo conocer ampliamente a Zappas y su causa, lo cual desencadenó una serie de varios eventos. Finalmente, el rey aceptó organizar unas competiciones con intervalos de cuatro años con exposiciones industriales y de agricultura, también permitió a Zappas organizar eventos atléticos siempre y cuando fueran pagados por él en su totalidad. Zappas ofreció el dinero necesario al gobierno griego estableciendo un fondo para este fin.

## Juegos

### Juegos de 1859

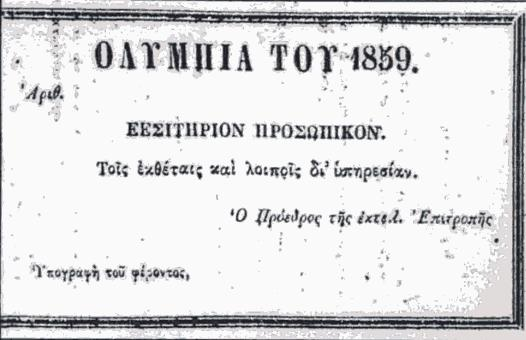
Entrada para los Juegos Olímpicos de Zappas de 1859.

El 15 de noviembre de 1859 en Atenas tuvo lugar el primer renacimiento de los juegos olímpicos. Ya que las obras en el estadio Panathinaikó todavía no estaban finalizadas, los concursos se llevaron a cabo en la plaza de Ludovico I de Baviera. Los juegos tenían carácter nacional, en ellos participaban solo los nacionales de Grecia o de la diáspora griega del Imperio otomano. Los atletas compitieron en varias disciplinas, que se parecían a las de los antiguos juegos olímpicos: carreras, lanzamiento de disco, lanzamiento de jabalina, lucha, saltos y escalamiento de palo.
A los Juegos atendieron muchas personas, incluidos el rey y los oficiales del estado y más o menos la mitad de la ciudad. Fue el evento más multitudinario en la historia moderna de la ciudad de Atenas. La prensa de la época evaluó los juegos como positivos a pesar de haber también algunas decepciones, por ejemplo: muchas personas no podían ver nada desde sus asientos traseros o no entendían la idea del evento, el sitio no estaba adecuado para hacer o mirar deportes y también estaba demasiado frío.
El Comité Wenlock Olympian Class (creado por William Penny Brookes, un médico inglés) envió a Atenas 10 libras como premio para el ganador de la carrera más larga de los Juegos. El premio fue ganado por Petros Velissarios de Esmirna, Imperio otomano.

### Juegos de 1870
Zappas planeaba organizar y patrocinar una nueva edición de los juegos olímpicos y renovar el movimiento olímpico, pero murió en 1865. Sin embargo, dejó una fortuna suficiente como para cubrir los costes de la organización de unos futuros juegos olímpicos con unos intervalos de cuatro años. En julio de 1869 fue anunciada la fecha de los Juegos de 1870 junto a los planes y proyectos de posibles eventos incluidos en los juegos. El comité organizador pagó a los atletas para que entrenaran durante tres meses antes de participar en los Juegos. Todo se llevó a cabo en el recién renovado Estadio Panathinaikó.
Los Juegos de 1870 se llevaron a cabo en el Estadio Panathinaikó, igual que los entrenamientos que los procedían. El estadio contaba con una capacidad de treinta mil posibles espectadores, lo que fue mucho en aquella época. Estos juegos tenían mejor organización que los anteriores, los atletas se vestían de manera uniforme de trajes deportivos y sandalias de color de piel.
Los Juegos fueron oficialmente proclamados abiertos el 1.º de noviembre, pero debido al mal tiempo, las competiciones deportivas fueron pospuestas para el día 15 del mismo mes. Los atletas procedían de Grecia, Imperio otomano y Creta (que en la época fue un estado semiindependiente bajo la soberanía otomana). Unos 20.000-25.000 espectadores observaban a los 31 atletas que competían en los Juegos. Antes de empezar las competiciones se pidió a los atletas hacer un juramento olímpico de competir de una manera limpia. Los Juegos de la época también incluían varias competiciones artísticas.
Igual que en la edición anterior, los ganadores recibieron premios de dinero, además los tres primeros ganadores recibieron también coronas de olivo, ramas de olivo y ramas de laurel. Una banda musical tocó un Himno Olímpico, compuesto especialmente para la ocasión. Los jueces fueron profesores de la Universidad de Atenas. Había un heraldo que anunciaba los nombres de los ganadores. El Rey Jorge I concedía los premios en ton de la música.
Los Juegos de 1870 fueron un enorme éxito. Se publicaron muchos artículos en la prensa donde se alababa la buena organización de los Juegos y los logros de los competidores.

### Juegos de 1875
En 1871 se empezó a planear los Juegos de 1875 y tres años más tarde se construyeron los cimientos de Zappeion. Los Terceros Juegos Olímpicos fueron organizados por Ioannis Fokianos, el director del Gimnasio Público. Fokianos creía firmemente que la gimnasia debería expandirse desde lo más arriba, o sea desde las clases altas, educadas y cultas. Por eso, en los Juegos podían participar solo los universitarios. Todos estos estudiantes entrenaban en el Gimnasio Público de Atenas, en una serie de ejercicios gimnásticos introducida por el mismo Fokianos, quien se basó en el sistema alemán de gimnasia.
Los atletas llevaban pantalones blancos con camisetas del mismo color con una franja azul (hasta 1896 así fue el uniforme oficial de gimnasia).
La fecha de los Juegos coincidía con la mayor exposición en Grecia hasta entonces, de unos 1.200 exhibidores griegos y 72 extranjeros. La familia real griega esta vez no asistió a los Juegos. No había suficiente espacio como para atender a todos los que querían ver el espectáculo, así que se los afiló en la arena del estadio. A pesar de esfuerzos de Fokianos y buen entrenamiento de los atletas, se produjo una gran decepción. La prensa criticó estos Juegos por mala organización y exclusión de la clase trabajadora de participar en los juegos. Fokianos renunció como líder de los juegos olímpicos. Sin embargo, las competiciones artísticas de estos Juegos Olímpicos sí fueron un gran éxito: se premió a 25 compositores de música y a 25 pintores y escultores.

### Juegos de 1888-1889

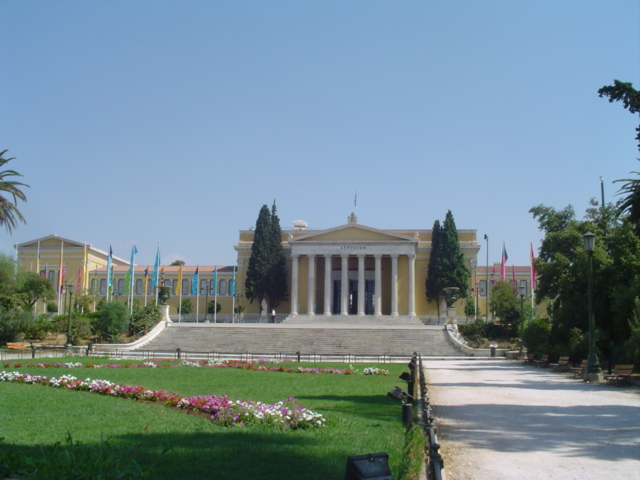
Vista al centro de exposiciones Zappeion cerca del Estadio Panathinaikó.

Conforme con la voluntad de Zappas antes de su muerte, el gobierno griego gracias al dinero que le dejó Zappas construyó en 1878 Gymnasterion, el gimnasio central y siguió con las obras en el Zappeion (las obras empezaron en 1873). El Zappeion fue inaugurado oficialmente el 20 de octubre de 1888.
Igual que en la edición anterior de los Juegos, esta vez también el encargado de organizar los eventos deportivos de los Juegos fue Fokianos. Los eventos deportivos se pospusieron para el día 30 de abril del año 1889. En los Juegos participaron 30 atletas. Compitieron ellos en disciplinas como: lanzamiento de disco, saltos, levantamiento de pesas, escalada de mástil, escalada de cuerda, entre otras. Todos los participantes vestían de manera uniforme.
En 1890 el Príncipe heredero Constantino y el Canciller Stephanos Dragumis firmaron un decreto donde se estableció que los Juegos Olímpicos continuarían con unos intervalos de cuatro años, a partir del año 1888. Los próximos Juegos, previstos para el año 1892 no se llevaron a cabo debido a falta de fondos del gobierno griego. Más tarde en el Estadio Panathinaikó se celebrarían los Primeros Juegos Olímpicos internacionales, organizados por el Comité Olímpico Internacional.

## Consecuencias del renacimiento de los Juegos Olímpicos
William Penny Brookes, un médico inglés, ha iniciado un movimiento deportivo en Reino Unido, similar al de Evangelos Zappas, los Juegos Olímpicos de Wenlock en 1850. Fueron organizados por la Clase Olímpica Wenlock, que en 1860 cambió su nombre por la Sociedad Olímpica Wenlock.
El Doctor Brookes fue el primero en proponer organizar unos juegos olímpicos internacionales que se llevarían a cabo en Atenas, pero abiertas para toda las naciones del mundo, al contrario que los Juegos Olímpicos de Zappas en las cuales participaban solo los nacionales griegos o miembros de la diáspora griega en Imperio otomano. Sin embargo, el gobierno griego no ha hecho caso a sus propuestas. A pesar de eso, más adelante, el Barón Pierre de Coubertin adoptó algunas de sus ideas cuando empezaba a organizar los Primeros Juegos Olímpicos internacionales; fue familiarizado con las ideas de la Sociedad Wenlock, ya que la visitó en 1890.
El legado de Zappas de revivir los juegos olímpicos, junto al de Soustos, Brookes y más tarde de Coubertin, fue significativo. El Estadio Panathinaikó fue renovado gracias a sus fondos, lo que permitió recibir allí los Juegos de 1896, de 1906 y de 2004. El Zappeion recogió los eventos de esgrima de los Juegos de 1896 y fue a sede de la primera villa olímpica en los Juegos Intercalados en 1906, más tarde fue el centro de comunicación durante los Juegos de 2004.